# Лазарев, Михаил Петрович
Михаи́л Петро́вич Ла́зарев (3 [14] ноября 1788 год, Владимир — 11 [23] апреля 1851 год, Вена, похоронен в Севастополе) — русский флотоводец и мореплаватель, адмирал (1843), кавалер орденов Святого апостола Андрея Первозванного (1850) и Святого Георгия IV класса за выслугу лет (1817), командующий Черноморским флотом и один из первооткрывателей Антарктиды. Один из основателей Новороссийска (1838).
М. П. Лазарев — младший брат вице-адмирала Андрея Петровича Лазарева (род. в 1787 г.) и старший брат контр-адмирала Алексея Петровича Лазарева (род. в 1793 г.).

## Биография
Родился в губернском городе Владимире. Сын сенатора Петра Гавриловича Лазарева, происходившего из дворян Арзамасского уезда Нижегородской губернии. Незадолго до смерти, в 1800 году, отец определил троих сыновей — Андрея, Михаила, Алексея — в Морской кадетский корпус. При этом попечение над осиротевшими братьями взял на себя друг их отца — поэт Гавриил Романович Державин, не имевший своих детей.
В 1803 году выдержал экзамен на звание гардемарина, став третьим по успеваемости из 32 учеников. В числе 30 лучших выпускников корпуса отправлен в Великобританию, где служил военным на флоте до 1808 года для ознакомления с постановкой военно-морского дела в иностранных портах. В течение пяти лет находился в непрерывном плавании в Атлантическом океане и Средиземном море.
Произведён в мичманы 21 мая 1808 года как «прибывший из Англии».
В 1808—1813 годах служил на Балтийском флоте. Участвовал в Русско-шведской 1808—1809 годов и Отечественной войне 1812 года.
Совместно с Фаддеем Беллинсгаузеном командовал Первой русской антарктической экспедицией 1819—1821 годов, которая впервые в истории человечества подошла к шельфовым ледникам Антарктиды.

### Кругосветное путешествие
В 1813 году в возрасте 25 лет лейтенант Лазарев получил новое назначение — командовать фрегатом «Суворов», отправляющимся в кругосветное плавание.
Корабль «Суворов», на который получил назначение Лазарев, принадлежал Российско-американской компании, созданной русскими промышленниками в конце XVIII столетия. Своей задачей компания поставила улучшение использования природных богатств Русской Америки. Компания была чрезвычайно заинтересована в регулярном морском сообщении между Санкт-Петербургом и Русской Америкой и не жалела средств на снаряжение кругосветных экспедиций.
В начале октября 1813 года подготовка к путешествию была завершена, и на рассвете 9 октября «Суворов» отошёл с кронштадтского рейда.

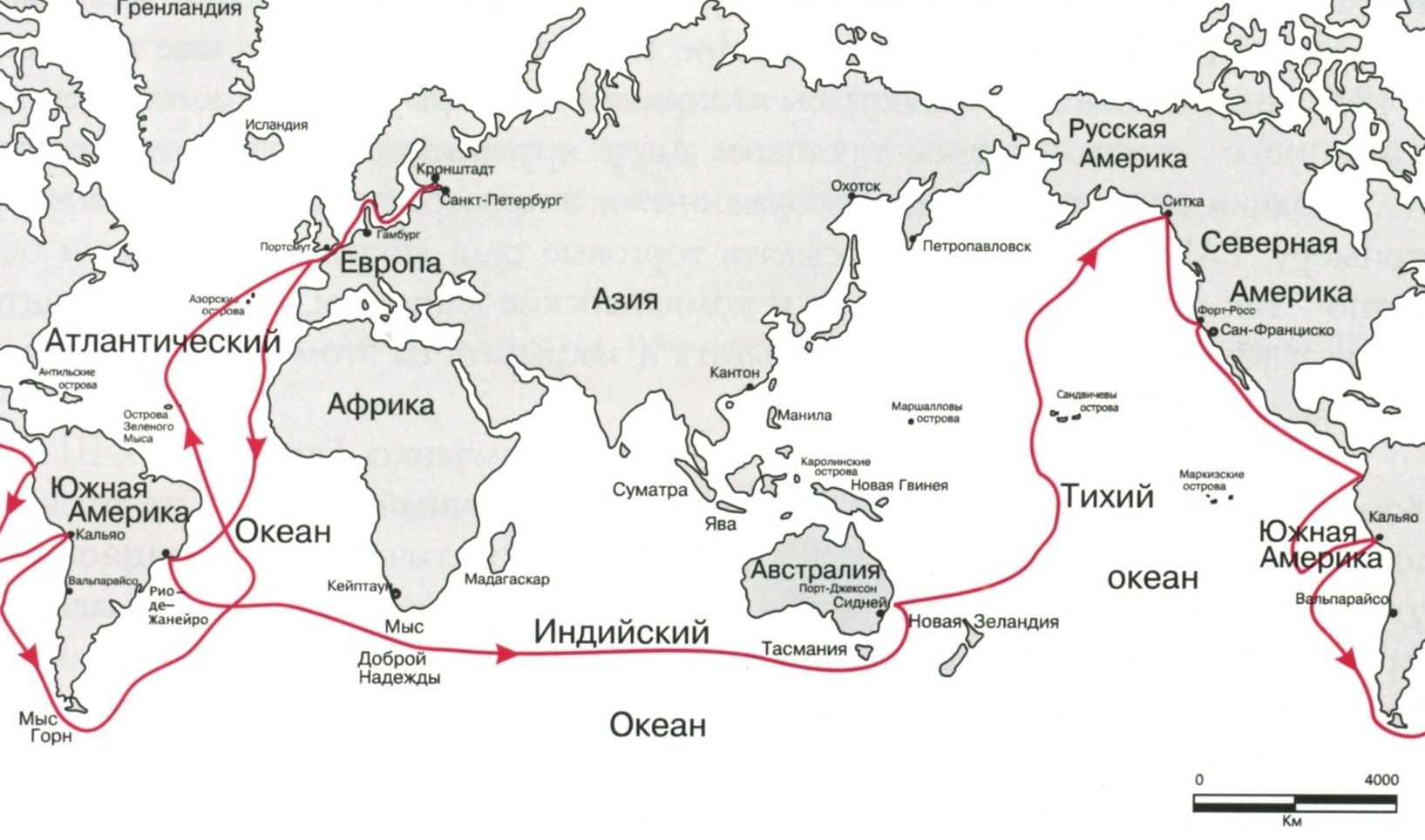
Плавание М. П. Лазарева на фрегате «Суворов» в 1813—1815 годах

В начале пути их встретили сильные ветры и густые туманы, от которых «Суворову» пришлось укрыться в шведской гавани Карлскруна. Пройдя проливы Зунд, Каттегат и Скагеррак (между Данией и Скандинавским полуостровом) и благополучно избежав нападения французских и союзных им датских военных кораблей, Лазарев благополучно довёл «Суворова» до Ла-Манша.
В Портсмуте корабль сделал остановку, затянувшуюся на три месяца. 27 февраля 1814 года «Суворов» вышел из Портсмута и устремился к югу. Спустя две недели корабль Лазарева уже подходил к острову Мадейра. 2 апреля «Суворов» пересёк экватор, а вечером 21 апреля вошёл в бухту Рио-де-Жанейро. 24 мая «Суворов» покинул Рио-де-Жанейро и вышел в Атлантический океан, направляясь на восток. Далее он обошёл с юга Африку и, проследовав через Индийский океан, обогнул с юга Австралию.
14 августа 1814 года «Суворов» вошёл в залив Порт-Джэксон и направился в Сидней. При подходе к гавани «Суворов» был встречен громом артиллерийского салюта. Так губернатор принадлежавшей в то время англичанам колонии Новый Южный Уэльс приветствовал русских моряков по случаю окончательной победы над Наполеоном.
От Австралии «Суворов» пошёл по Тихому океану на восток, вновь приближаясь к экватору. 28 сентября впереди показались очертания суши. Однако на карте, имеющейся в распоряжении Лазарева, никаких признаков суши не было и лишь при подходе на более близкое расстояние и обследовании этих мест Лазарев понял, что перед ним — группа коралловых островов, возвышающихся над поверхностью океана и соединяющихся между собой коралловыми перемычками. Эти острова были покрыты кустарником и деревьями. Вновь открытым островам Лазарев дал имя Суворова (Атолл Суворова).
Закончив обследования островов, «Суворов» вновь продолжил путь с отклонением на север. 10 октября был пересечён экватор.
В ноябре корабль Лазарева подошёл к центру Русской Америки — порту и поселению Ново-Архангельску. Здесь Лазарева встретил управитель Российско-американской компании Александр Баранов, выразивший ему огромную благодарность за сохранность вверенных ему грузов.
На зиму «Суворов» остался в Ново-Архангельске. После окончания зимовки «Суворов» был нагружен продовольствием и товарами, и по приказанию Баранова Лазарев взял курс на один из островов Алеутской группы (Уналашка) и находящиеся рядом с ним Прибыловы острова. Выгрузив вверенный ему груз, он принял на борт пушнину, заготовленную местными промышленниками. Корабль Лазарева пробыл в пути чуть более месяца. Груз, принятый на борт в Уналашке, предстояло доставить в Кронштадт, предварительно вернувшись в Ново-Архангельск.
В конце июля «Суворов» покинул Ново-Архангельск. Теперь его путь в Кронштадт лежал вдоль берегов Северной и Южной Америки, в обход мыса Горн. Лазареву ещё предстояло сделать остановку в перуанском порту Кальяо для разрешения ряда вопросов, связанных с делами Российско-американской компании.
После захода в порт Сан-Франциско «Суворов» двинулся к берегам Перу. На протяжении трёхмесячной стоянки в порту Кальяо Лазарев с офицерами знакомился с жизнью города и порта. 14 февраля 1816 года «Суворов» покинул Кальяо на пути домой.
Пройдя в штормовую погоду через пролив Дрейка и мимо опасного мыса Горна, Лазарев приказал повернуть на северо-восток в Атлантический океан. Он не стал останавливаться в Рио-де-Жанейро, а сделал лишь небольшую остановку у острова Фернанду-ди-Норонья. Здесь на «Суворове» были исправлены повреждения, причинённые штормом, и корабль направился к берегам Англии. 8 июня он уже был в Портсмуте, а ещё через пять недель вернулся в Кронштадт.

### Путешествие в Антарктику

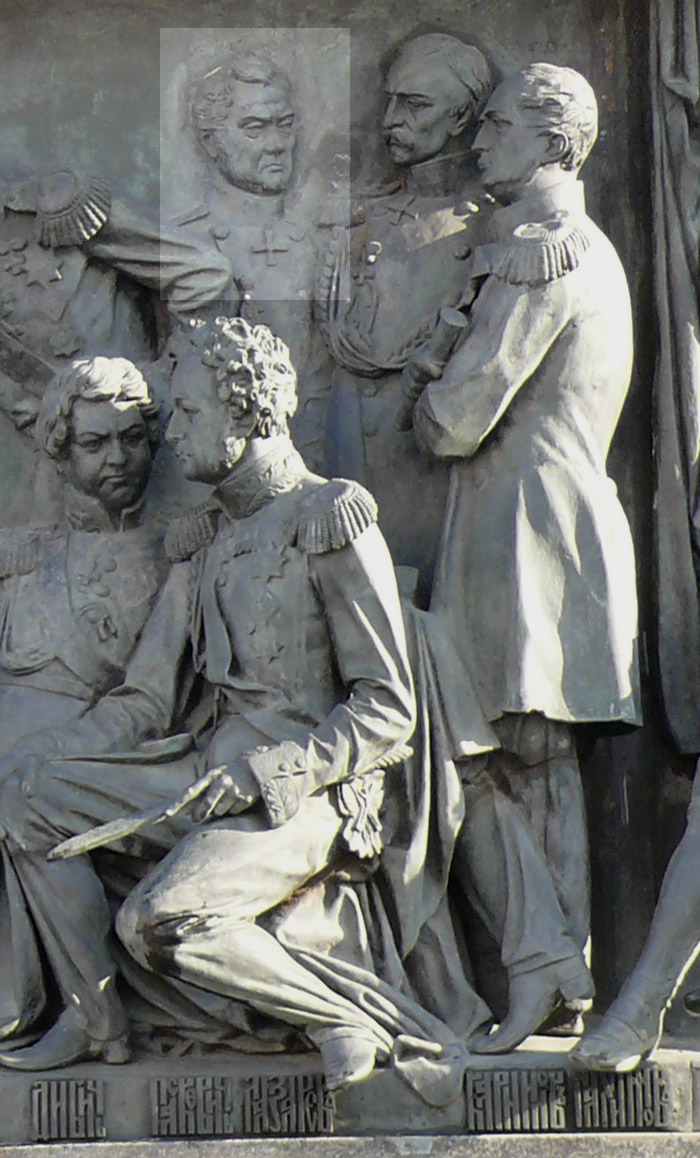
М. П. Лазарев на Памятнике «1000-летие России» в Великом Новгороде

В марте 1819 года Лазарев получил назначение командовать шлюпом «Мирный», которому предстояло отплыть в Антарктику в составе антарктической экспедиции. Лазарев принял на себя непосредственное руководство всеми подготовительными работами.
4 июня прибыл капитан 2-го ранга Ф. Ф. Беллинсгаузен, которому было поручено командование шлюпом «Восток», и руководство всей экспедицией. Через месяц после его прибытия «Восток» и «Мирный» покинули Кронштадтский рейд и двинулись к Антарктике.
«Мирный», построенный по проекту русских корабельных инженеров и к тому же достаточно укреплённый Лазаревым, показал свои блестящие качества. «Восток», построенный британскими инженерами, качественно уступал «Мирному», несмотря на все старания Лазарева сделать его таким же выносливым.
Во время экспедиции было совершено кругосветное плавание преимущественно в антарктических морях, открыты несколько островов в Южном и Тихом океанах. Главное событие экспедиции, которое вписало имена Беллинсгаузена и Лазарева в историю мореплавания, случилось 16 (28) января 1820, когда корабли впервые в истории человечества подошли к шельфовым ледникам Антарктиды.
За участие в антарктической экспедиции Лазарев был произведён в капитаны 2-го ранга, минуя чин капитан-лейтенанта.

### Командование фрегатом «Крейсер»

Маршрут кругосветного плавания М. П. Лазарева на фрегате «Крейсер» в 1822—1825 гг.

В то время как Лазарев находился в полярной экспедиции, обострилась обстановка в районе Русской Америки. Всё более широкий размах принимали действия английских и американских контрабандистов. Ново-Архангельск прикрывал корабль «Аполлон» — единственное военное судно Российско-Американской компании, но безопасность всех территориальных вод России в том районе он обеспечить не мог. Поэтому было решено направить к берегам Русской Америки 36-пушечный фрегат «Крейсер» и шлюп «Ладога». Командование фрегатом возлагалось на Лазарева, а командование «Ладогой» — на его старшего брата Андрея.
17 августа 1822 года корабли под командованием Лазарева покинули кронштадтский рейд. Экспедиция началась в условиях жестоких штормов, вынуждавших Лазарева сделать остановку в Портсмуте. Лишь в ноябре удалось покинуть гавань и взять курс на Канарские острова, а оттуда к берегам Бразилии.
Плавание к Рио-де-Жанейро проходило в исключительно благоприятных условиях, однако после отплытия из столицы Бразилии стихия вновь разбушевалась. В море поднялся ураган, начались бури, сопровождаемые снегом. Лишь в середине мая «Крейсеру» удалось подойти к Тасмании. Затем фрегат Лазарева взял курс на Таити.
На Таити «Крейсер» встретился с «Ладогой», с которой он разошёлся во время штормов и теперь согласно полученному ранее предписанию каждый корабль с вверенным ему грузом поплыл своим курсом. «Ладога» — к полуострову Камчатка, «Крейсер» пошёл к берегам Русской Америки.
Около года провёл «Крейсер» у берегов северо-западной Америки, охраняя русские территориальные воды от контрабандистов. Летом 1824 года «Крейсер» сменил прибывший в Ново-Архангельск шлюп «Предприятие» под командованием капитан-лейтенанта О. Е. Коцебу. 16 октября «Крейсер» покинул Ново-Архангельск.
Лишь только «Крейсер» вышел в открытое море, как вновь разыгрался ураган. Однако корабль Лазарева не стал укрываться в гавани Сан-Франциско, а выдержал шторм в открытом море. 5 августа 1835 года «Крейсер» подошёл к Кронштадтскому рейду.
За образцовое выполнение задания Лазарев был произведён в капитаны 1-го ранга. Но капитан «Крейсера» настоял, чтобы награды получили не только он сам и его офицеры, но и все матросы его корабля, участники труднейшего похода.
Скрыл от командования два бунта. По уставу, командир допустивший бунт, должен был быть разжалован в матросы.

### Служба на Черноморском флоте

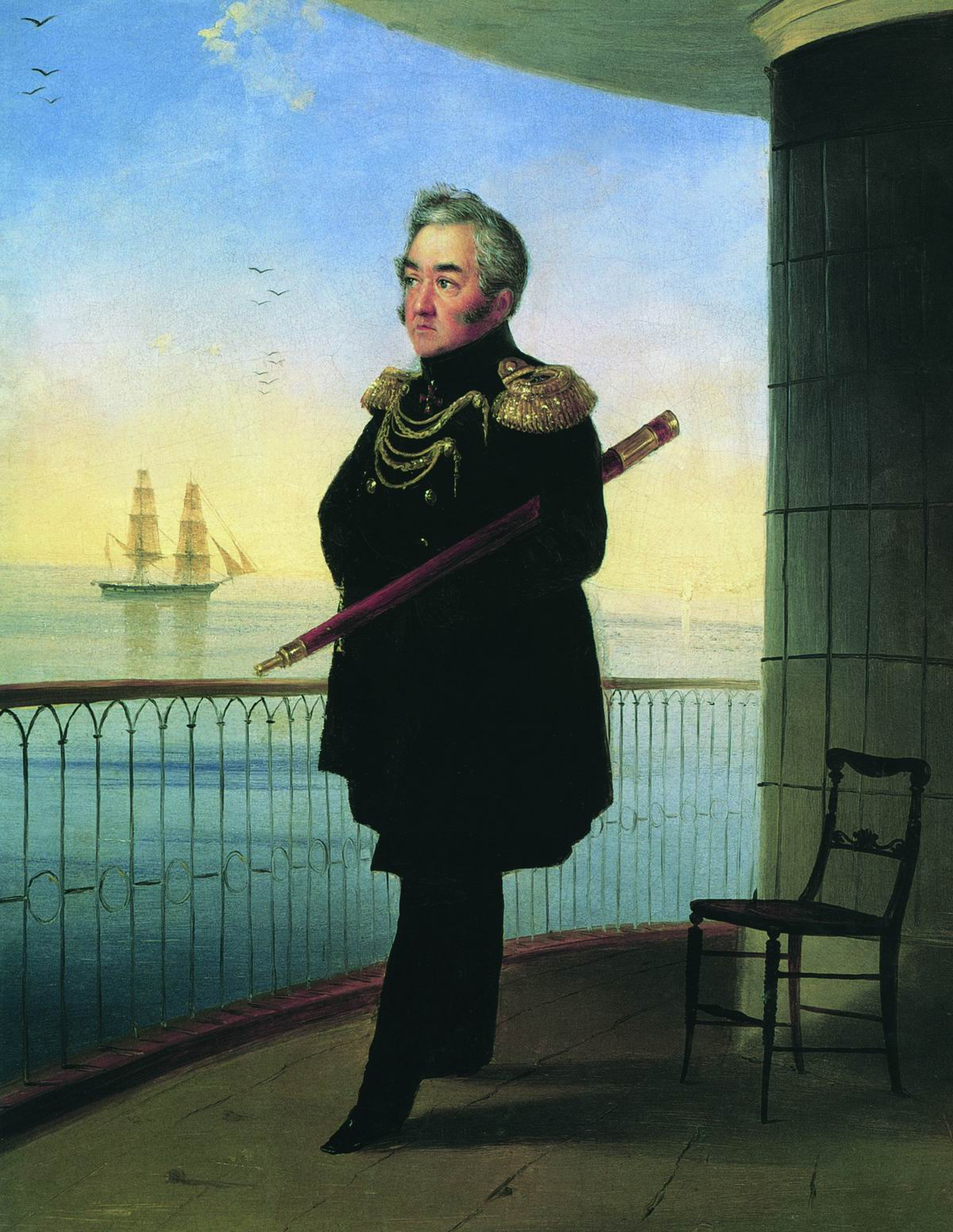
И. К. Айвазовский. Портрет вице-адмирала М. П. Лазарева. 1839 год

27 февраля 1826 года М. П. Лазарев был назначен командиром 12-го флотского экипажа и строящегося в Архангельске 74-пушечного корабля «Азов», причём его предложения по улучшению корабля оказались столь удачны, что по улучшенному проекту впоследствии были построены ещё 15 таких же кораблей. После окончания строительства, 5 августа — 19 сентября 1826 года, М. П. Лазарев руководил переходом отряда кораблей, в составе «Азова», «Иезекииля» и военного транспорта «Смирный», из Архангельска в Кронштадт.
10 июня — 6 октября 1827 года, командуя кораблём «Азов», совершил переход из Кронштадта на Средиземное море. Здесь, 8 октября 1827 года, являясь командиром «Азова», М. П. Лазарев принял участие в Наваринском сражении. Сражаясь с пятью турецкими кораблями, уничтожил их: он потопил два больших фрегата и один корвет, сжёг флагманский корабль под флагом Тагир-паши, вынудил выброситься на мель 80-пушечный линейный корабль, после чего зажёг и взорвал его. Кроме того, «Азов» под командованием Лазарева уничтожил флагманский корабль Мухаррем-бея.
За участие в Наваринском сражении Лазарев был произведён в контр-адмиралы и награждён сразу тремя орденами (греческий — «Командорский крест ордена Спасителя», английский — Бани и французский — Святого Людовика, а его корабль «Азов» получил Георгиевский флаг.
В 1828—1829 годах, будучи начальником штаба эскадры Гейдена, крейсировал в Архипелаге и участвовал в блокаде Дарданелл, после чего, командуя эскадрой из 10 кораблей, привёл её из Архипелага в Кронштадт и командовал отрядом кораблей Балтийского флота.
В 1832 году Лазарев стал начальником штаба Черноморского флота. В феврале — июне 1833 года, командуя эскадрой, возглавил экспедицию русского флота в пролив Босфор, в результате которой был заключён Ункяр-Искелесийский договор. Договор был заключён в результате работы двух выдающихся русских дипломатов — Орлова и Бутенева. С 1833 — главный командир Черноморского флота и портов, военный губернатор Николаева и Севастополя. В том же году он был произведён в вице-адмиралы.
Штаты боевых кораблей Черноморского флота были полностью укомплектованы и оснащены артиллерией более высокого качества. При Лазареве Черноморский флот получил более 40 парусных судов. Также Лазарев заказал для своего флота 6 пароходо-фрегатов и 28 пароходов. На Чёрном море был построен первый железный пароход и начата подготовка кадров для службы на паровых судах. Пароходы заказывал М. С. Воронцов для почтовых и грузопассажирских перевозок.
Однако Лазарев не ограничивался лишь техническим перевооружением Черноморского флота. В Севастополе была реорганизована Морская офицерская библиотека, построен Дом собраний и открыта школа для матросских детей. При Лазареве были построены здания адмиралтейств в Николаеве, Одессе, Новороссийске, начато строительство адмиралтейства в Севастополе. Адмиралтейства (кроме Новороссийска) были построены задолго до него.
В организации Морской офицерской библиотеки активное участие принимали М. П. Лазарев, В. А. Корнилов, П. С. Нахимов — будущие адмиралы Черноморского флота. «Заведение сие…обогащено лучшими переводами и сочинениями отечественной и даже частью иностранной словесности…и служит источником приятных и полезных для молодых людей занятий, отвлекающих их от порочной праздности» — писал в рапорте от 25 июня 1834 года М. П. Лазарев.
Используя свой опыт, накопленный в дальних походах, Лазарев наладил работу гидрографического депо, которое начинает издавать карты и атласы Чёрного моря.
Депо карт учреждено в 1803 году, тогда началось составление карт и описей берегов Чёрного моря. То, что Манганари закончил составление атласа в 1841 году, является заслугой Лазарева. В 1832 году, 13 сентября был создан оперативный орган, из подготовленных офицеров, который полно и качественно решал задачи навигационно-гидрографического обеспечения кораблей.
Заслуги Лазарева перед русской наукой оценило и Русское географическое общество, избрав его своим почётным членом. Он был также избран почётным членом Морского учёного комитета, Казанского университета и других научных учреждений.
Особая заслуга Лазарева в подготовке людей, прославивших русский флот и Россию в годы Крымской (Восточной) войны 1853—1856 годов. Адмирал Лазарев пользовался влиянием как технический специалист и наставник молодых офицеров. Он выступал за оборудование российского флота кораблями на паровой тяге, но техническая и экономическая отсталость России того времени была главным препятствием на этом пути.
Также он выступал наставником таких известных русских флотоводцев как Нахимов, Корнилов, Истомин и Бутаков.

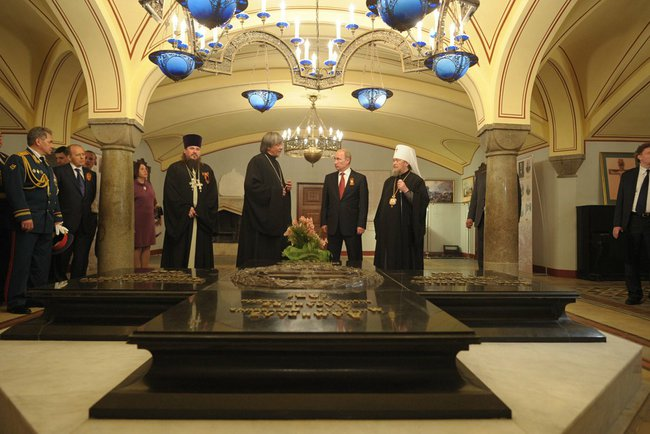
Президент России Владимир Путин возле склепа адмиралов В. И. Истомина, М. П. Лазарева, В. А. Корнилова и П. С. Нахимова, 9 мая 2014 года

6 декабря 1850 года был награждён орденом Св. Андрея Первозванного.

### Смерть
Незадолго до своей кончины от рака желудка, в последний свой приезд в Петербург, адмирал был на приёме у Николая I. После радушного приёма, желая показать адмиралу своё внимание и уважение, государь сказал: «Старик, останься у меня обедать». «Не могу, государь, — ответил Михаил Петрович, — я дал слово обедать у адмирала Г.» Сказав это, Лазарев вынул свой хронометр, взглянул на него и, порывисто встав, промолвил: «Опоздал, государь!» Потом поцеловал озадаченного императора и быстро вышел из кабинета.
В Вене болезнь адмирала Лазарева резко обострилась. Не оставалось никакой надежды спасти его жизнь. Окружающие адмирала, упрашивали его написать письмо государю и поручить ему своё семейство. «Я никогда ничего в жизнь мою ни у кого для себя не просил, — ответил умирающий Лазарев, — и теперь не стану просить, перед смертью». 11 (23) апреля 1851 года его не стало.
Похоронен в Севастополе в склепе Владимирского собора (строительство которого в тот момент было только начато). Там же похоронены его ученики и последователи: адмиралы Нахимов, Корнилов, Истомин. Из-за разрушения склепа в 1930-е годы потребовалось перезахоронение останков, которое состоялось в 1992 году.

## Награды
| Российские - Орден Святого Георгия 4-й степени (12.12.1817) - Орден Святого Владимира 4-й степени (1822) - Орден Святого Владимира 3-й степени (01.09.1825) - Орден Святой Анны 2-й степени (20.10.1826) - Орден Святой Анны 1-й степени (25.06.1830) - Орден Святого Владимира 2-й степени (24.04.1835) - Орден Святого Александра Невского (13.09.1837) - Алмазные знаки к ордену Святого Александра Невского (01.07.1842) - Орден Святого Владимира 1-й степени (12.09.1845) - Орден Белого орла (06.12.1850) - Орден Святого Андрея Первозванного (06.12.1850) | Иностранные - Ордена Спасителя, командорский крест (Греция, 1827) - Орден Бани (Великобритания, 1827) - Орден Святого Людовика (Франция, 1827) |

## Семья

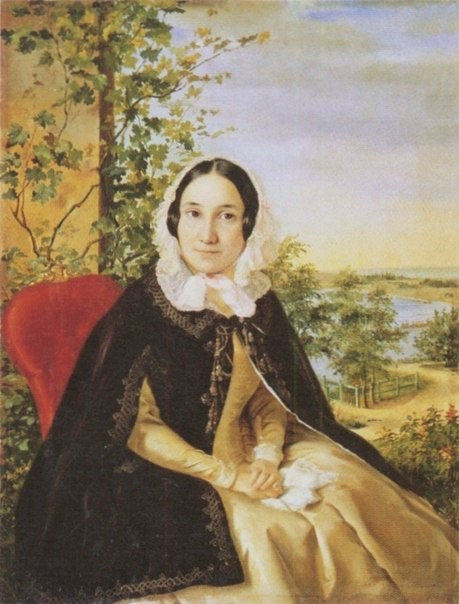
Екатерина Тимофеевна Лазарева, урождённая Фан-дер-Флит (портрет работы Р. К. Шведе, 1844)

Жена (с 1835) — Екатерина Тимофеевна Фан-дер-Флит (1812—1877), дочь архангельского вице-губернатора Тимофея Ефремовича Фан-дер-Флита (1775—1843) от брака его с Татьяной Фёдоровной Сухотиной (1776—1854). В молодости в Екатерину Тимофеевну был влюблён Нестор Кукольник и воспел её под именем «Леноры». Из-за своей нерешительности Кукольник не успел сделать предложения, несмотря на взаимность со стороны Екатерины Тимофеевны. В 1835 году она была выдана замуж за Лазарева. В 1845 году основала женское благотворительное общество, в 1873 году преобразованное в Николаевское благотворительное общество. Состояла обер-гофмейстериной при великой княгине Александре Иосифовне. Похоронена в Петербурге на Никольском кладбище Александро-Невской лавры.
В браке имели детей:
- Татьяна Михайловна (1836—1916), фрейлина, близкая подруга принцессы Марии Баденской; в 1885 году была награждена орденом Св. Екатерины 2 степени. В неё был влюблён прусский генерал Герман Тресков, просил руки, но получил отказ. С тех пор в течение 25 лет ежегодно до самой своей смерти в день, когда он сделал предложение, Тресков посылал ей букет фиалок[4].
- Михаил Михайлович (1839—1908)
- Пётр Михайлович (1843—1845)
- Анна Михайловна (1845—1893), фрейлина, с 1871 года замужем за шталмейстером Н. А. Скалоном (1832—1903).
- Александра Михайловна (1848—1853)
- Пётр Михайлович (1850—1919), сенатор.

## Адреса
- 1841—1851 — Севастополь, Фиолент, дом у Свято-Георгиевского монастыря

## Память
- В Великом Новгороде на Памятнике «1000-летие России» среди 129 фигур самых выдающихся личностей в российской истории (на 1862 год) есть фигура М. П. Лазарева.
- В 1867 году в Севастополе был установлен памятник Михаилу Лазареву (снесён в 1928 году, планируется к восстановлению)[5].
- В 1954 году на железнодорожной станции Лазаревская (Лазаревский район г. Сочи) по проекту скульптора-монументалиста И. П. Шмагуна был установлен бюст адмиралу Лазареву.
- В 1955 году барельеф Лазарева открыт на станции Ленинградского метро «Балтийская»
- в 1978 году в Николаеве на «Аллее адмиралов» установлен памятник русскому флотоводцу и мореплавателю, первооткрывателю Антарктиды, командующему Черноморским флотом, военному губернатору Николаева и Севастополя, адмиралу Михаилу Петровичу Лазареву.
- В 1996 году в Севастополе в эдикуле здания был установлен бронзовый бюст адмиралу (архитектор Н. Н. Гуров и скульпторы Г. А. Лысенко и Э. В. Лысенко).
- 12 сентября 1996 года в Новороссийске был открыт памятник одному из основателей города адмиралу Михаилу Петровичу Лазареву.
- В Новороссийске сооружён памятник основателям города М. П. Лазареву, Н. Н. Раевскому и Л. М. Серебрякову.
- В 2017 году в Мурманске у входа в Нахимовское военно-морское училище среди прочих установлен бюст М. П. Лазарева.

Памятники
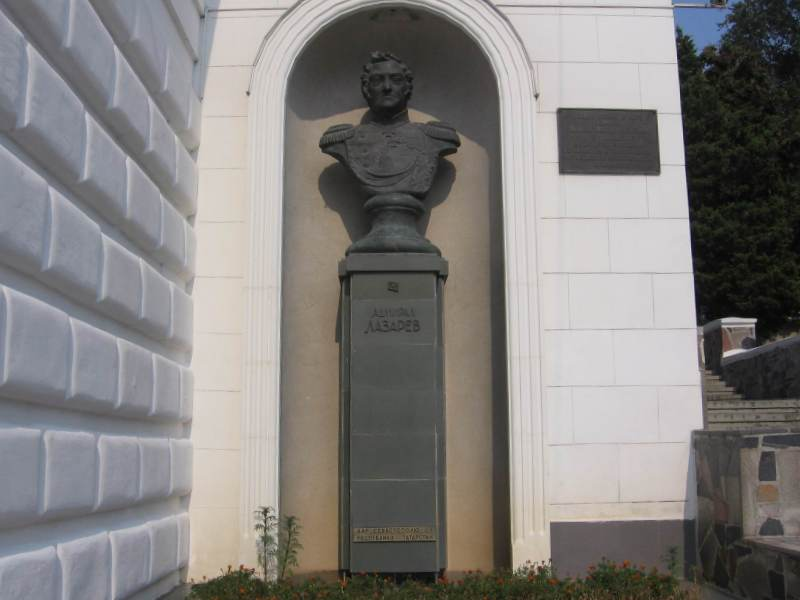
Бюст в Севастополе
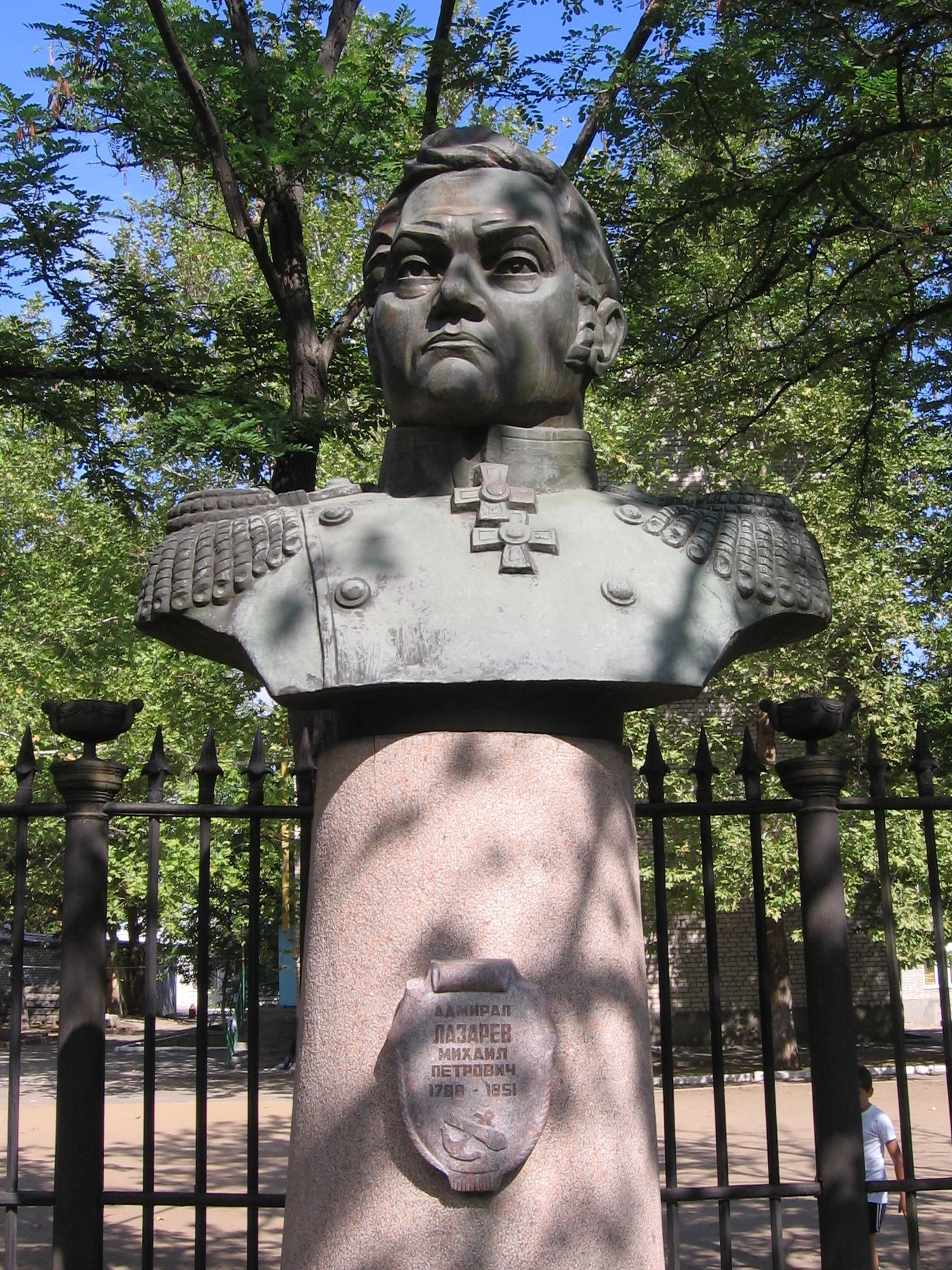
Бюст возле Музея судостроения и флота в Николаеве
Памятник в Новороссийске
Памятник в Лазаревском (Сочи)
Памятник в Азове

- Имя адмирала М. П. Лазарева носит Севастопольская Морская библиотека работе которой и обустройству он способствовал.
- В Санкт-Петербурге на Балтийском заводе в 1871 году спущен на воду первый российский броненосец «Адмирал Лазарев». Кроме того, имя «Адмирал Лазарев» в разное время было присвоено ещё трём крупным кораблям отечественного ВМФ: лёгкому крейсеру модифицированного проекта «Светлана», впоследствии «Красный Кавказ»; лёгкому крейсеру проекта 68-бис; тяжёлому атомному ракетному крейсеру проекта 1144, первоначально названному «Фрунзе».
- В 2004 году во Владимире на стене дома по адресу ул. Большая Московская, д. 26, где Михаил Петрович Лазарев родился и жил с 1788 по 1797 годы, установлена мемориальная доска работы скульптора Черноглазова[6]
- В 2008 году авиакомпания «Аэрофлот — Российские авиалинии» в честь Михаила Лазарева назвала один из своих самолётов Airbus A320 «М. Лазарев»[7]
- В 2017 году открытие фонтана-памятника в честь 950 города Азова. Изображён адмирал Лазарев.
- 14 января 2020 года ЦБ РФ выпустил в обращение серебряную монету номиналом 3 рубля «200-летие открытия Антарктиды русскими мореплавателями Ф. Ф. Беллинсгаузеном и М. П. Лазаревым»[8]
- В 2021 году его имя присвоено новому воздушному судну Airbus A320-251N б/н VP-BPM авиакомпании «Аэрофлот — Международные авиалинии»
- М. П. Лазареву посвящена одна из памятных монет, выпущенных в 1994 году Центральным банком России в серии «Первая русская антарктическая экспедиция»[9]
- Также в его честь выпущены почтовые марки и конверты СССР.

На марках, конвертах и монетах
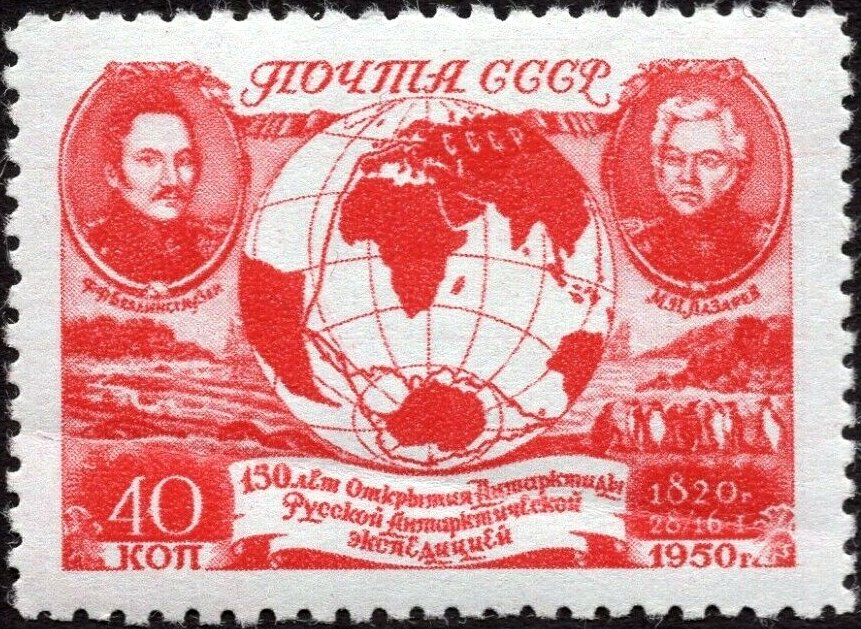
Почтовые марки СССР, 1950 год.
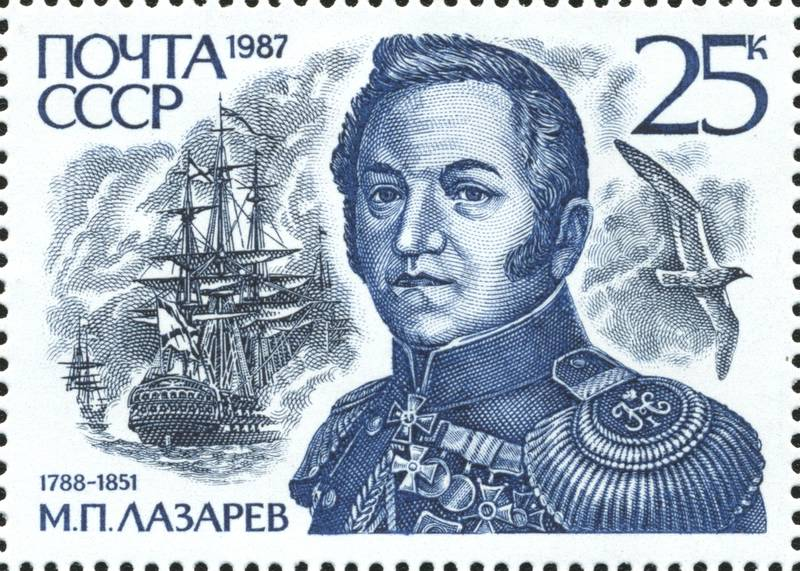
Почтовая марка СССР, 1987 год.
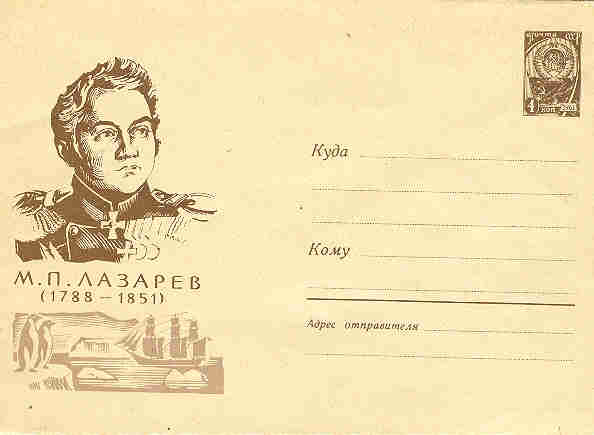
Почтовый конверт СССР, 1962 год.
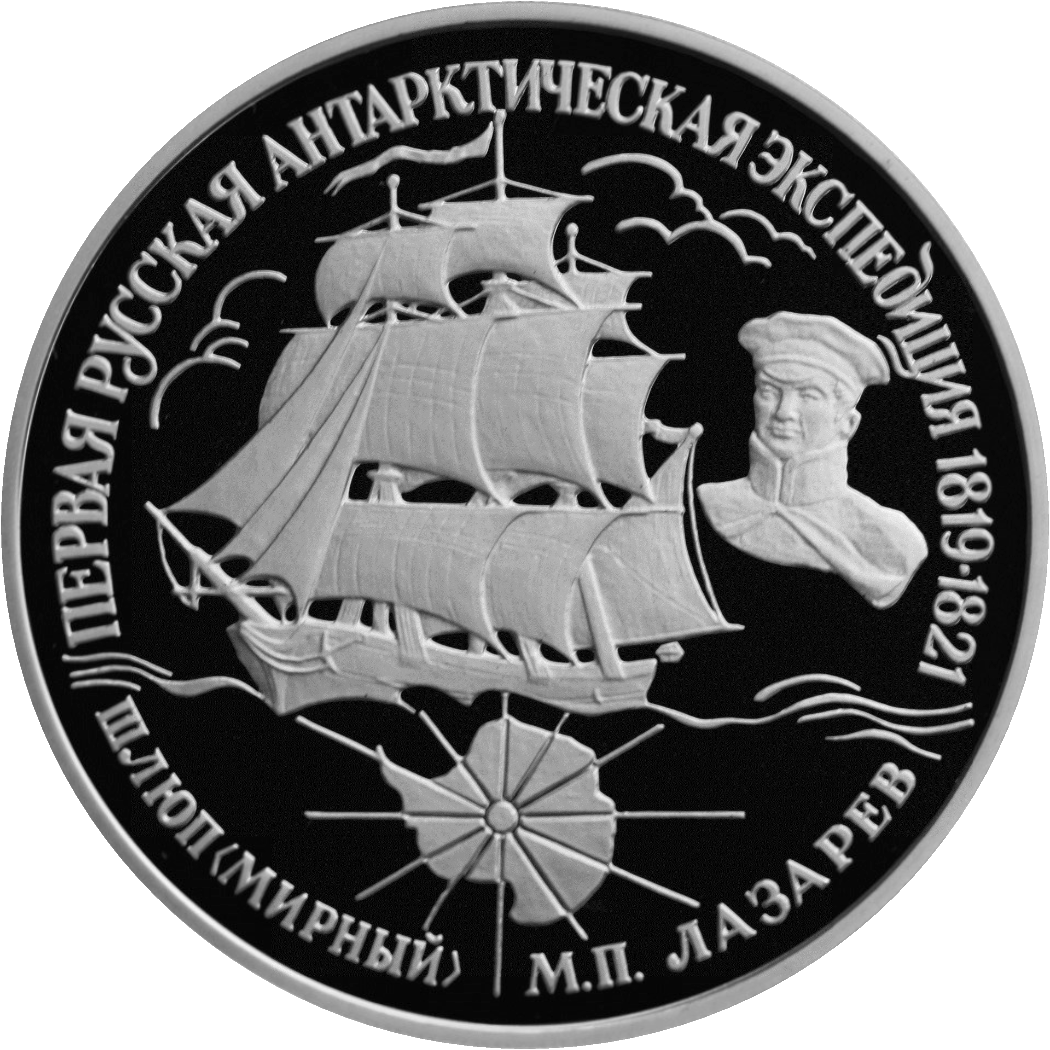
Монета Банка России, 1994 год, 25 рублей. «Первая русская антарктическая экспедиция. Шлюп «Мирный». М. П. Лазарев»

### В географических объектах и в космосе
В честь Лазарева названы:
- Лазаревское и Лазаревский район города Сочи;
- посёлок городского типа Лазарев в Хабаровском крае;
- атолл в группе островов Россиян в Тихом океане;
- мысы:
  - в проливе Невельского;
  - в Севастополе;
  - на острове Унимак (Аляска);
- риф рядом с мысом на острове Унимак;
- река на острове Унимак;
- бухта и порт (ныне Вонсан) в Японском море;
- остров (ныне исчез) в Аральском море;
- горная цепь, гора, ледниковый купол и две антарктические станции (Лазарев и Новолазаревская) в Антарктиде;
- море, бухта, берег, шельфовый ледник, остров, жёлоб и подводная гора в Антарктике.
- Многочисленные улицы, площади и переулки в населённых пунктах бывшего СССР:
  - улицы Адмирала Лазарева в Запорожье, Липецке, Москве, Николаеве и Одессе;
  - улицы Лазарева в Воронеже, Минске[10], Сочи и Томске[11][12];
  - Лазаревские улицы в Новороссийске и Севастополе; ранее такое же название носила также улица в Новороссийске (ныне ул. Конституции);
  - площади Лазарева в Севастополе и Владимире;
  - набережная Адмирала Лазарева в Санкт-Петербурге;
  - Лазаревский переулок в Кронштадте.
- Мосты в Санкт-Петербурге и Сочи.
- Скверы в Севастополе и Владимире.
- Школа № 28 имени адмирала М. П. Лазарева во Владимире[13].
- Астероид (3660) Лазарев.
- Высшее морское учебное заведение в г. Нижний Новгород: «ФГБОУ ВО Волжский государственный университет водного транспорта имени адмирала М. П. Лазарева»